# Guerou
Guerou (arabiska: كرو) är en stad i regionen Assaba i sydcentrala Mauretanien. Staden hade 22 323 invånare (2013). Den är huvudstad i departemenetet Guerou. Guerou är den andra största staden i regionen efter Kiffa.